# Маке, Жак
Жак Маке (фр. Jacques Maquet; полное имя: Jacques Jérôme Pierre Maquet; *1919, г. Брюссель, Бельгия) — бельгийский антрополог, этнограф и африканист; научной специализацией является цивилизация южнее Сахары и, в частности, этнография и история Руанды.

## Биография
Жак Маке изучал право и философию. Темой его диссертации была социология знания. Учился в Лувенском и Лондонском университетах, который окончил в 1952 году, а также в Гарвардском университете.
Специалист проживал и работал в африканских странах еще до достижения ими независимости — в целом на протяжении десятилетия. Там он возглавлял один из центров «Института научных исследований в Центральной Африке» в Бутаре (Руанда), потом был профессором этнографии в Университете Конго в Лубумбаши (ДРК).
После возвращения из Африки ученый читал курсы по этнографии и культуры народов Тропической Африки в вузах многих стран мира (США, Канада, Бельгия), является профессором Брюссельского университета, руководил секцией в Практической школе высших исследований при Парижском университете.